# Clubiona bachmaensis
Clubiona bachmaensis là một loài nhện trong họ Clubionidae.
Loài này thuộc chi Clubiona. Clubiona bachmaensis được Hirotsugu Ono mô tả năm 2009.
Đây là loài nhện đặc hữu của Việt Nam, được đặt theo tên của Vườn quốc gia Bạch Mã.